# Iron & Wine
Iron & Wine, hvis rigtige navn er Sam Beam, er en amerikansk sanger og sangskriver.
Han har udgivet fire album, flere singler og EP'er og har endvidere sangen "Flightless Bird, American Mouth" på soundtracket til den populære film "Twilight", som også spilles af Sam Bean i filmen under Edward Cullen og Bella Swans bryllup.

## Diskografi

### Albums
- The Creek Drank the Cradle (Sub Pop, 2002)
- Our Endless Numbered Days (Sub Pop, 2004)
- Iron & Wine Live Bonnaroo (2005)
- The Shepherd's Dog (2007)
- "Kiss Each Other Clean" (Warner Bros, [2011])

### EP og singler
- Sub Pop Singles Club (Single)(2002)
- Iron & Wine Tour EP (EP) (2002)
- The Sea & The Rhythm (EP) (Sub Pop, 2003)
- Iron & Wine iTunes Exclusive EP (EP) (2004)
- Passing Afternoon (Single) (2004)
- Woman King (EP) (Sub Pop, 2005)
- In the Reins (EP) (Overcoat Recordings, 2005)
- Call Your Boys b/w Dearest Forsaken (EP)